# Bittacus blancheti
Bittacus blancheti är en näbbsländeart som beskrevs av Francois Jules Pictet de la Rive 1836. Bittacus blancheti ingår i släktet Bittacus och familjen styltsländor. Inga underarter finns listade i Catalogue of Life.